# BuchVerlag für die Frau
Der BuchVerlag für die Frau ist ein Buchverlag in Leipzig. Er ging 1996 aus dem  Verlag für die Frau hervor.

## Geschichte
Zum 1. November 1996 wurde der Verlag an den Jünger Verlag verkauft.
2002 wurde der Verlag vom damals insolventen Jünger Verlag durch die Münchner Paxmann und Teutsch als Mehrheitsgesellschafter übernommen. Verlagsinhaberin und Geschäftsführerin war von 2006 bis 2014 Christa Winkelmann, die bereits 1973 als Lektorin zum damaligen Verlag für die Frau kam und seit 2002 ebenfalls Gesellschafterin war. Zum 1. Januar 2015 wurde der Verlag abermals übernommen und gehört als 100%ige Tochter des RhinoVerlags aus Ilmenau nun zur Verlagsgruppe Grünes Herz.
Die bekanntesten Buchtitel des Verlags für die Frau werden bis heute in regelmäßig aktualisierten Neuauflagen herausgeben. Außerdem wird das Verlagsprogramm durch neue Themenbereiche ergänzt. Der Verlag bezeichnet sich selbst als „Ostdeutschlands nach wie vor einzigen Ratgeberverlag“. Er hat seinen Sitz im Leipziger „Haus des Buches“.